# Oleg Tabakov
Oleg Pavlovič Tabakov (rusky Олег Павлович Табаков; 17. srpna 1935 Saratov, Sovětský svaz – 12. března 2018 Moskva) byl ruský herec, režisér, divadelní manažer a pedagog, jeden ze světově nejznámějších i nejuznávanějších ruských divadelníků.
Od roku 1957 patřil mezi zakladatelské osobnosti legendárního moskevského divadla Sovremennik. Od roku 1983 hrál herec také na známé moskevské scéně MCHAT. Působil i jako divadelní pedagog (v letech 1986–2000 byl též jeho rektorem) na divadelní škole divadla MCHAT. Od roku 2000 působil ve funkci uměleckého šéfa MCHAT, od roku 2004 pak coby jeho ředitel.
Coby významný světový herec a divadelní režisér často hostoval po divadlech v celém světě, v roce 1968 si zahrál v pražském Činoherním klubu roli Chlestakova v Gogolově hře Revizor. V roce 1984 si zahrál v českém filmu režiséra Antonína Moskalyka Kukačka v temném lese.
V říjnu roku 2008 mu byl udělen čestný doktorát pražské Divadelní fakulty Akademie múzických umění.

## Filmografie, výběr
- 1984 Kukačka v temném lese (režie Antonín Moskalyk)
- 1979 Oblomov (režie Nikita Michalkov)